# Livermore (Kentucky)
Livermore es una ciudad ubicada en el condado de McLean en el estado estadounidense de Kentucky. En el Censo de 2010 tenía una población de 1365 habitantes y una densidad poblacional de 505,3 personas por km².

## Geografía
Livermore se encuentra ubicada en las coordenadas 37°29′31″N 87°8′3″O / 37.49194, -87.13417. Según la Oficina del Censo de los Estados Unidos, Livermore tiene una superficie total de 2.7 km², de la cual 2.68 km² corresponden a tierra firme y (0.96%) 0.03 km² es agua.

## Demografía
Según el censo de 2010, había 1365 personas residiendo en Livermore. La densidad de población era de 505,3 hab./km². De los 1365 habitantes, Livermore estaba compuesto por el 97.22% blancos, el 0.37% eran afroamericanos, el 0.37% eran amerindios, el 0.22% eran asiáticos, el 0% eran isleños del Pacífico, el 0.29% eran de otras razas y el 1.54% pertenecían a dos o más razas. Del total de la población el 1.03% eran hispanos o latinos de cualquier raza.